# Miro Varvodić
Miro Varvodić (ur. 15 maja 1989 w Zagrzebiu) – chorwacki piłkarz występujący na pozycji bramkarza. Obecnie gra w Qarabağ Ağdam.
Varvodić jest wychowankiem Hajduka Split. W pierwszej drużynie tego klubu grał w latach 2006–2010. W rundzie jesiennej sezonu 2007/2008 przebywał na wypożyczeniu w NK Mosor. W 2008 roku został wypożyczony do niemieckiego FC Köln. Nie zagrał jednak w żadnym meczu ligowym. Po zakończeniu wypożyczenia, drużyna "Kozłów" zdecydowała się na transfer definitywny chorwackiego piłkarza. W Bundeslidze zadebiutował 15 października 2010 roku w meczu z Borussią Dortmund (1:2).